# Marlin Model 336
Marlin Model 336 — карабін та гвинтівка важільної дії, виготовлена компанією Marlin Firearms. З моменту появи в 1948 році він пропонувався в різних калібрах і довжинах стволів, але зазвичай випускається під патрони .30-30 Winchester або .35 Remington, використовуючи 20- або 24-дюймовий ствол. В даний час модель з 24-дюймовим стволом випускається тільки в .30-30 Winchester. Модель 336 наразі не виробляється.

## Історія
Модель 336 є прямим розвитком гвинтівки Marlin Model 1893, яка випускалася з 1893 по 1936 рік. На основі патентів Л. Л. Хепберна модель 1893 включала нову систему замикання затвора та стрілянину з двох частин. шпилька.  У 1936 році лише з незначними змінами приклада, цівка та прицільних пристосувань модель 1893 була перейменована в модель 1936 (незабаром перейменована на модель 36).  Уся ця вогнепальна зброя мала суцільну верхню ствольну коробку, виготовлену з кованої сталі, і вбудований бічний викид стріляних гільз.  У порівнянні з Winchester 94 , на той час переважаючою мисливською рушницею з важелем, модель 36 була дещо важчою з простішим внутрішнім механізмом і повною пістолетною рукояткою .приклад на відміну від прямого приклада Winchester 94.
У 1948 році модель 36 була замінена на модель 336, яка включала патенти Томаса Р. Робінсона-молодшого, співробітника Marlin.  Модель 336, що продається як під марками Marlin, так і під брендом Glenfield, безперервно виробляється з 1948 року до наших днів і в даний час виробляється компанією Ruger Firearms під маркою Marlin. Очікується, що Ruger почне виробництво гвинтівок Marlin десь у 2021 році.
У той час як більшість сучасних варіантів моделі 336 оснащені прикладом з пістолетної рукоятки, 20-дюймовим стовбуром і повнорозмірним трубчастим магазином, інші версії 336 часто пропонувалися Marlin протягом багатьох років, включаючи довжину стовбура 16,25 дюйма, 18 -дюймові, 22-дюймові та 24-дюймові стволи, половинні магазини та моделі з прямими рукоятками та/або прикладами з твердих порід дерева (берези). 

## Дизайн
Модель 336, яка стала еволюцією гвинтівки Model 36, легко відрізнити від своїх попередників відкритим викидним отвором, виконаним збоку ствольної коробки. Удосконалення конструкції включають міцніший і простіший хромований затвор із круглим профілем, оновлену патронету, покращений екстрактор  і гвинтові пружини основної та спускової гачок замість плоских пружин, які використовувалися в попередніх гвинтівках Marlin.  Як і його попередники, ствольна коробка та всі основні робочі частини моделі 336 виготовлені зі сталевих кувань. 
Завдяки твердій ствольній коробці з плоскою верхньою частиною та боковим викидом стріляних гільз, Marlin 336 є основним кандидатом для використання з оптичним прицілом . У 1956 році компанія Marlin також включила свою власну систему нарізів Micro-Groove в модель 336 та інші гвинтівки Marlin з центральним вогнем.  Ця система нарізів, яка використовувала збільшену кількість відносно неглибоких канавок, скоротила час виробництва та значно подовжила термін служби верстатів.  За словами Марліна, система Micro-Groove забезпечує дуже однакові розміри отвору та дуже гладку обробку отвору, розроблену для підвищення точності, запобігання витоку газу та зменшення забруднення отвору. 
Модель 336 розроблена таким чином, що її можна легко розібрати для чищення. Видалення шарнірного гвинта важеля за допомогою плоскої викрутки дозволяє зняти плече важеля, болт і виштовхувач для обслуговування.  На відміну від багатьох конструкцій із важільним механізмом, модель 336 можна очистити від казенної частини, подібно до затворної гвинтівки.  Це, у свою чергу, дозволяє уникнути пошкодження дула, спричиненого очисними стрижнями та інструментами.

## Виробництво
Станом на 1983 рік модель 336 займала 2-е місце серед лідерів продажів потужних спортивних гвинтівок у США після Winchester Model 1894 , продано понад 3,5 мільйона.

## Інші моделі на основі дії Model S336
Marauder, Trapper, модель 336Y

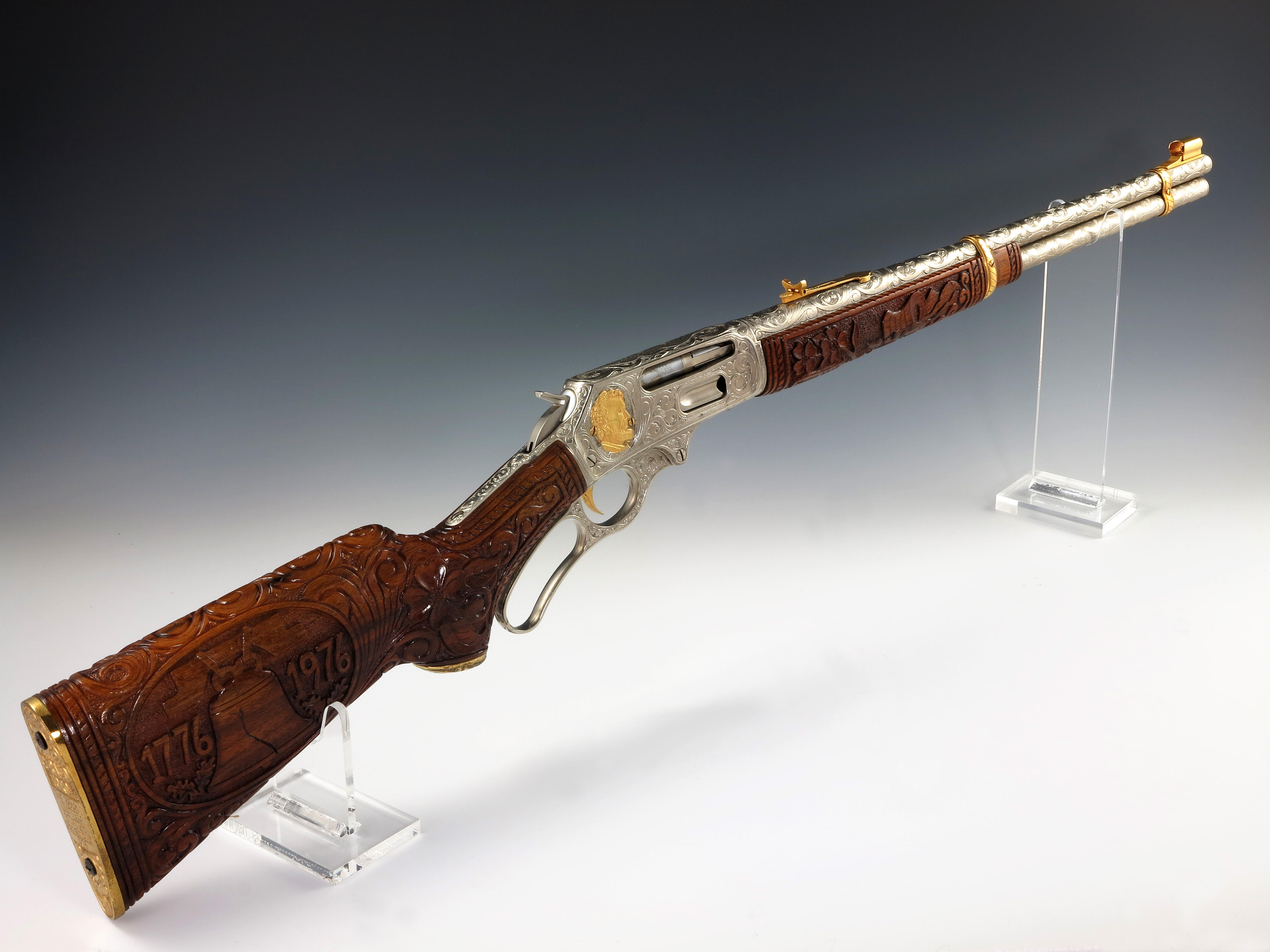
This 30-30 Cal. Marlin rifle is engraved with scenes from American history commemorating America’s Bicentennial.

Протягом багатьох років компанія Marlin виробляла короткі версії карабінів моделі 336, включаючи модель 336 Marauder , Trapper і модель 336Y (Y означає «молодіжна модель»). Зазвичай із коротким 16- або 18-дюймовим стволом ці карабіни значно коротші та легші, ніж стандартний 20-дюймовий карабін. Модель 336Y також мала короткий приклад, щоб його могли використовувати молоді стрілки.
Glenfield
Протягом багатьох років Marlin виробляв менш дорогий Glenfieldлінійка гвинтівок моделі 336 для роздрібної торгівлі в магазинах масової продукції та універмагах, включаючи: JC Penney, Sears Roebuck & Company, Western Auto, K-Mart і Wal-Mart. Marlin продавав ці гвинтівки як Glenfield Models 30, 30A, 30AS або 30AW. На інших серійних гвинтівках моделі 336 були нанесені назви, вибрані роздрібним продавцем, наприклад JC Higgins (Sears) Model 45 і Model 50, Montgomery Ward Western Field Model 740-A EMN, JC Penney Foremost Model 3040, K-Mart Модель 30TK і модель 3000 для спортивних товарів Big 5. Механічно ідентичні моделі 336, ці масові гвинтівки зазвичай оснащувалися недорогими ложами та передпліччями з листяних порід (берези), а деякі операції обробки металу були виключені в інтересах зниження вартості одиниці. Продаючи дешевшу версію тієї самої гвинтівки під іншою назвою в магазинах масової торгівлі, Marlin захистив свою клієнтську базу невеликих спеціалізованих торговців зброєю. 
Моделі торгових марок:
до 1983 року більшість роздрібних торговців Marlin були в змозі наполягати на фірмовій вогнепальній зброї, а Glenfieldлінія була випущена. Проте Marlin продовжував пропонувати менш дорогу версію моделі 336, яку по-різному називають моделлю 336W або моделлю 30AW, яка спочатку продавалася лише мережі Wal-Mart. Оснащені дерев’яним прикладом і недорогими прицільними пристосуваннями, ці гвинтівки часто пропонувалися як частина спеціального пакету з недорогим прицілом, ременем або іншими опціями. Пакет Marlin Model 30AW включав встановлений на заводі оптичний приціл 3-9x32 і м’яку підвіску, але в іншому був ідентичний Marlin Model 336W. 
Серія XLR:
Marlin також пропонує лінійку гвинтівок XLR у кількох калібрах, усі засновані на конструкції важеля Model 336. Модель 336XLR має конструкцію з нержавіючої сталі, 24-дюймовий ствол і ложу з сірого/чорного ламінату.
Модель 336SS
Модель 336M, карабін моделі 336, виготовлений переважно з нержавіючої сталі, був представлений у 2000 році. Роком пізніше його замінила модель 336SS, 20-дюймовий карабін, який пропонувався лише в калібрі .30-30. Модель 336SS має ковану нержавіючу сталь. сталеві ствольна коробка, ствол, важіль і спусковий гачок.Трубка магазина, пружини і затвор заряджання також виготовлені з нержавіючої сталі, а інші металеві частини - з нікельованої сталі.

### Модель 375
Модель 375, представлена в 1980 році, використовує важільний механізм моделі 336, але була заправлена в новий на той час патрон 375 Winchester. Ця модель була знята з виробництва в 1984 році після того, як було випущено близько 16 000.

### Модель 336ER
Представлена в 1984 році, ця модель була дуже схожа на модель 375 з додаванням хрестовини. Спочатку ця модель мала бути встановлена в 307 Winchester і 356 Winchester. Вінчестер 307 ніколи не виготовлявся, було створено лише кілька прототипів. 356 Winchester випускався, але лише до 1986 року. Лише 2441 з цих гвинтівок було вироблено, і вони вважаються дуже затребуваними предметами колекціонерів.

### Модель 444
Модель 444 Marlin, представлена в 1965 році, використовує важільний механізм моделі 336, включно з характерним відкритим викидним отвором, виконаним збоку ствольної коробки, але під патрон .444 Marlin .  На момент появи модель 444 була найпотужнішою рушницею з важільним механізмом на ринку.  З дульною енергією понад 3000 фут-фунтів модель 444 була призначена для найбільших мисливських тварин Північної Америки.  Модель 444 вміщує 4 патрони в магазині та один у патроннику, і спочатку була оснащена 24-дюймовим стволом і прямим прикладом. 
Ранні гвинтівки моделі 444 використовували нарізи 1 на 38 дюймів і були обмежені через відсутність відповідної ваги куль. Крім того, майже всі існуючі кулі для .444 спочатку були розроблені виключно для використання в пістолетах; використовувалися в моделі 444, кулі, як правило, розбивалися при вищих швидкостях гвинтівки. Нова 265-гранова куля значно підвищила корисність моделі 444 як мисливської рушниці, і з тих пір були представлені інші ваги куль. У 1971 році довжину ствола моделі 444 було зменшено до 22 дюймів, а приклад рушниці було змінено на повністю пістолетну рукоятку  Пізніші серійні гвинтівки отримали зміну повороту ствола до 1 на 20 дюймів для стабілізації довших і важчих куль 

### Модель 1894
Основна стаття: Модель Марліна 1894 року
У 1963 році компанія Marlin додала патрон .44 Magnum як додатковий патрон до карабіна моделі 336T, який мав пряму рукоятку, 20-дюймовий круглий конічний ствол і повнорозмірний магазин. Однак гвинтівка постійно відчувала проблеми із заряджанням і патронуванням короткого патрона .44 Magnum, і в 1964 році Марлін раптово відмовився від варіанту .44 Magnum.  Марлін був добре обізнаний про постійний попит на важільний карабін калібру .44 Magnum і почав шукати йому заміну. У 1969 році Marlin представила нову модель 1894 у калібрі .44 Magnum/ .44 Special .  Нова модель 1894 не базується на механізмі моделі 336, натомість вона використовує стару коротку ствольну коробку моделі 1894 із затвором із плоским профілем, який отримав незначні вдосконалення перед повторним використанням у калібрі .44 Magnum.  Рішення використати оригінальну дію моделі 1894, конструкцію, спочатку розроблену для розміщення пістолетних патронів, таких як .38-40 і .44-40 , виявилося повним успіхом.  Відповідно до своєї попередниці, нова модель 1894 отримала приклад з прямою рукояткою замість версії з пістолетною рукояткою, встановленої на моделі 336.  З 1979 року для моделі 1894 були представлені інші калібри, в тому числі .38 Спеціальний /.357 Magnum , .41 Magnum і .45 Colt під моделями 1894C, 1894S і 1894CS.  Запобіжник із поперечним затвором був доданий у 1984 році.  Модель 1894 особливо популярна серед ентузіастів ковбойської стрільби , а також стрільців, які бажають носити на плечі револьвер одного калібру.

### Модель 1895
Представлена в 1972 році і названа на честь моделі Marlin 1895 року (виготовлялася з 1895 по 1917 рік), сучасна (нова) гвинтівка моделі 1895, що пропонується в калібрі .45-70 , використовує ту саму конструкцію ствольної коробки моделі 336 і механізм важеля, що використовується в Marlin Model 444.  Варіант нової моделі 1895, який називається 338MX і 338MXLR, також став доступним нещодавно .338 Marlin Express . 

#### .450 Marlin
.45-70 спочатку був патроном із чорним порохом, і більшість фабричних патронів заряджаються помірно для безпеки в старих гвинтівках, включаючи оригінальну модель 1895 року. Зі збільшенням кількості сучасних гвинтівок .45-70, виготовлених із високою міцністю (включно з поточними гвинтівками). Модель 1895, однозарядний Ruger No. 1 , перероблений Browning BLR або Siamese Mauser), пристрої для ручного завантаження та спеціальні виробники боєприпасів, такі як Hornady , Buffalo Bore та Garrett, створюють заряди високої інтенсивності .45-70, які можуть дорівнювати або перевищувати потужність .444 Марлін. Деякі наближаються до потужності .458 Winchester Magnum(хоча і з меншими кулями зі значно меншою щільністю перетину) і ефективні проти небезпечної дичини. Використання таких зарядів у старій вогнепальній зброї калібру .45-70 є небезпечним і не слід намагатися; з цієї причини Marlin представив .450 Marlin , поясну версію патрона .45-70, який не буде використовуватися в патронниках у старих гвинтівках .45-70. Однак багато власників патронів .45-70 моделі 1895 вирішили використовувати традиційні навантаження .45-70 для дичини розміром з оленя з можливістю використання навантажень високої інтенсивності .45-70 для більш небезпечної дичини. Гвинтівка 1895M під патрон .450 Marlin пропонувалася з 2000 по 2009 рік і більше не випускається.

#### Guide Guns
Одним із останніх нововведень, що набирає популярності, є концепція « Guin Gun ». Назва, швидше за все, походить від типів довгих рук, які віддають перевагу мисливським провідникам Аляски та пустелі як захист від нападів ведмедів . Концепція Guide Gun складається зі зручного короткоствольного важіля (зазвичай 16-19 дюймів) великого калібру, наприклад .45-70 або .450 Marlin, із магазинною трубкою довжиною 3/4. Зазвичай виготовляється на замовлення досвідчений зброяр, ці рушниці зазвичай оснащені або відкритими прицільними прицілами (такими як кільця-привиди або експрес-приціли), рефлекторним прицілом , голографічним прицілом або довгим оптичним прицілом, встановленим на розвідувальній планці. Для створення цього типу вогнепальної зброї часто використовуються дії Marlin New Model 1895. Намагаючись скористатися цією тенденцією, Marlin почав пропонувати спеціальні версії своєї нової моделі 1895, починаючи з моделей 1895SDT і 336SDT, які зараз зняті з виробництва. Поточні моделі «Guide Gun» включають моделі 1895G, 1895GS, 1895GBL, 1895SBL і 1895m.

#### Конверсії
Крім існуючих моделей Marlin, базова ствольна коробка моделі 336/модель 1895 і важільний механізм користуються певною популярністю як базова для різних переробок калібру Wildcat. Ці нестандартні гвинтівки стають все більш популярними в західній частині США, Канаді та на Алясці, де можна очікувати зустрічі з ведмедями грізлі та іншими потенційно небезпечними тваринами. Деякі з перероблених патронів Wildcat включають .450 Alaskan , .457 Wild West Magnum , .50 Alaskan і .510 Kodiak Express .
Зі згаданих переробок як для .450 Alaskan, так і для .457 Wild West Magnum не потрібні нові стволи, а просто розгортання патронника та необхідні модифікації дії (називається «подовження дії»); .457 magnum також дозволяє продовжувати використовувати .45-70. .510 Kodiak Express — це найпотужніша конверсія Wildcat, доступна для Marlin, на 5000+ фут-фунтів.  І для .50 Alaskan, і для .510 Kodiak Express на гвинтівку потрібно встановити новий ствол.
.45-90 Sharps (також званий .45-90 WCF або просто .45-90) іноді використовувався в перероблених гвинтівках Marlin 1895. Конверсія .45-90 передбачає модифікації дії, які збільшують хід затвора та час спрацьовування (для регулювання, коли патрон викидається, і коли новий патрон піднімається, щоб увійти в патронник), а патронник у стволі розширюється до . 45-90 специфікації. Корпус .45-90 більш ніж на чверть дюйма довший за .45-70. Обмеження щодо ходу затвора перероблених гвинтівок моделі 336 зазвичай обмежують загальну довжину корпусу (COL) до 2,85 дюйма. 2.85 COL дозволяє використовувати всі кулі, які працюють з калібром .45-70, у переобладнаних .45-90. Перероблені калібри .45-90 1895 мають такі ж обмеження тиску, як і .45-70.

## Marlin 336 року випуску
Цю таблицю можна використати для визначення дати року виробництва Marlin 336. Вона також дійсна для визначення дат виготовлення більшості іншої вогнепальної зброї Marlin з 1948 року до сьогодні.
Рік виробництва Marlin можна визначити за наступною таблицею префіксів букв/цифр до серійного номера:
| Date | Prefix(s) |  |
|      |           |  |
|      |           |  |
| 1948 | E         |  |
| 1949 | F         |  |
| 1950 | G         |  |
| 1951 | H         |  |
| 1952 | J         |  |
| 1953 | K         |  |
| 1954 | L         |  |
| 1955 | M         |  |

| Date | Prefix(s) |   |
| 1956 | N         |   |
| 1957 | P         |   |
| 1958 | R         |   |
| 1959 | S         |   |
| 1960 | T         |   |
| 1961 | U         |   |
| 1962 | V         |   |
| 1963 | W         |   |
| 1964 | Y,        | Z |
| 1965 | AA        |   |

| Date | Prefix(s) |    |
| 1966 | AB        |    |
| 1967 | AC        |    |
| 1968 | AD,       | 68 |
| 1969 | 69        |    |
| 1970 | 70        |    |
| 1971 | 71        |    |
| 1972 | 72        |    |

Починаючи з 1973 року, рік виробництва можна визначити шляхом віднімання перших двох цифр серійного номера від 100: Приклад: SN 2512345 був би виготовлений у 1975 році [100 - 25 = 75].

## Дивіться також
- Гвинтівка важільної дії
- L1A1